# 克雷格·帕森斯
克雷格·帕森斯（英語：Craig Parsons，1965年6月18日—），澳大利亚男子乒乓球、轮椅橄榄球运动员。他曾代表澳大利亚参加1988年和2000年夏季残疾人奥林匹克运动会，其中2000年夏季残奥会获得一枚银牌。